# Specifična poraba goriva
Specifična poraba goriva je razmerje med porabo goriva in močjo, ki jo motor proizvede. Uporablja se za merjenje učinkovitosti motorja. Ameriška oznaka BSFC (brake specific fuel consumption) ali samo SFC se uporablja za motorje, ki proizvajajo moč na gredi. Zgledi takih motorjev so batni motorji in turbogredni motorji (električnih motorjev se tukaj ne obravnava).
BSFC se izračuna po formuli:
{\displaystyle BSFC={\frac {r}{P}}\!\,,}
kjer je:
- r – poraba goriva [g/s]
- P – moč [W], {\displaystyle P=\tau \omega \!\,}
- {\displaystyle \omega \!\,} – hitrost vrtenja gredi motorja [rad/s]
- {\displaystyle \tau \!\,} – navor motorja [Nm]

Moč motorja se meri z dinamometrom. Enote za BSFC so grami na joule [g/J]
Velikokrat se uporablja drugačna enota, grami na kilovatno uro [g/kWh]. Enačba za preračun:
BSFC [g/kWh] = BSFC [g/J]×(3,6 × 106)
Za spreminjanje med imperialnimi in metričnimi enotami se uporabi:
BSFC [g/kW·h] = BSFC [lb/KM·h] × 608,277
BSFC [lb/KM·h] = BSFC [g/kW·h] × 0,001644
BSFC je tudi odvisen ob od vrste goriva, kurilno vrednost dizla (44 MJ/kg) je precej večja od alkohola (30 MJ/kg), zato je BSFC večji pri alkoholu. BSFC se razlikuje od vrste motorja in pogoji pri katerih deluje. Dizelski in bencinski motorji imajo različne vrednosti, od pod 200 g/kWh za dizel pri majhnih obratih in velikem navoru, pa do čez 1,000 g/kW·h za turbopropelerski motor pri nizkih močeh.
| moč      | leto | tip motorja                                                     | uporaba                               | SFC [lb/hp·h] | SFC [g/kW·h] | termodinamični izkoristek [%] |
| -------- | ---- | --------------------------------------------------------------- | ------------------------------------- | ------------- | ------------ | ----------------------------- |
| 2.020 kW | 1996 | turboprop Pratt & Whitney PW127                                 | pri nizkih obratih (v mirovanju)      |               | 2.390        |                               |
| 2.020 kW | 1996 | turboprop Pratt & Whitney PW127                                 | pri počasnem premikanju po tleh       |               | 1.270        |                               |
| 2.020 kW | 1996 | turboprop Pratt & Whitney PW127                                 | pri @ 0,30 Pmax                       |               | 508          |                               |
| 2.020 kW | 1996 | turboprop Pratt & Whitney PW127                                 | pri @ 0,70 Pmax                       |               | 328          |                               |
| 2.020 kW | 1996 | turboprop Pratt & Whitney PW127                                 | pri največji moči Pmax                |               | 294          |                               |
|          |      | turbopropelerski motor                                          |                                       | 0,8           | 360–490      | 17–23                         |
|          |      | Ottov bencinski motor                                           |                                       | 0,45–0,37     | 273–227      | 30–36                         |
| 80 kW/l  | 2011 | Ford Ecoboost Turbopolnjeni Ottov bencinski motor               | avtomobilski motor                    |               | 245          |                               |
| 2.000 kW | 1945 | Wright R-3350 Duplex-Cyclone bencinski zvezdasti letalski motor | letalski motor                        | 0,4           | 243          | 33,7                          |
| 57 kW    |      | Toyota Prius THS II motor                                       | avtomobil                             | 0,362         | 225          | 37%                           |
| 68 kW    | 2008 | Revetec Controlled Combustion Engine bencinski motor            | avtomobil                             |               | 212          | 38,6                          |
| 550 kW   | 1931 | Junkers Jumo 204 turbopolnjeni dvotaktni letalski dizel         | letalski motor                        | 0,345         | 210          | 39,8                          |
| 36 MW    | 2002 | Rolls-Royce Marine Trent turbogredni motor                      | ladijski motor                        | 0,345         | 210          | 39,8                          |
| 2.013 kW | 1940 | Klöckner-Humboldt-Deutz DZ 710 dvotaktni letalski dizel         | letalski motor                        | 0,33          | 201          | 41,58                         |
| 2.340 kW | 1949 | Napier Nomad letalski dizel                                     | letalski motor                        | 0,345         | 210          | 39,8                          |
|          |      | dizelski motor turbopolnjeni                                    |                                       | 0,34–0,30     | 209–178      | 40–47                         |
| 165 kW   | 2000 | Volkswagen 3.3 V8 TDI                                           | avtomobilski motor                    | 0,33          | 205          | 41,1                          |
| 43 MW    |      | General Electric LM6000 turbogredni motor                       | ladijski motor, generiranje elektrike | 0,32          | 199          | 42                            |
| 88 kW    | 1990 | Audi 2.5 L TDI                                                  | avtomobilski motor                    |               | 198          | 42,5                          |
| 80 MW    | 1998 | Wärtsilä-Sulzer RTA96-C dvotaktni dizelski motor                | ladijski motor                        | 0,268         | 163          | 51,7                          |
| 23 MW    |      | MAN Diesel S80ME-C Mk7 dvotaktni dizelski motor                 | ladijski motor                        | 0,254         | 155          | 54,4                          |

## Specifična poraba goriva za motorje, ki ustvarajo potisk
Za turboventilatorske, turboreaktivne, potisne cevi in raketne motorje se uporablja specifična poraba goriva/potsik
| tip motorja                    | zgled                              | SFC v g/(kN·s) | specifični impulz (s) | efektivna izpušna hitrost (m/s) |
| ------------------------------ | ---------------------------------- | -------------- | --------------------- | ------------------------------- |
| raketni motor SSME             | raketoplan Space shuttle v vakuumu | 225            | 453                   | 4 423                           |
| potisna cev                    | Mach 1                             | 127            | 800                   | 7 877                           |
| raketni motor NK-33            | raketa N-1 vakuum                  | 309            | 331                   | 3 240                           |
| reaktivni motor J-58           | SR-71 na Mach 3,2                  | 538            | 1 900                 | 18 587                          |
| Rolls-Royce/Snecma Olympus 593 | Concorde Mach 2                    | 33 8           | 3 012                 | 29 553                          |
| turbofan CF6-80C2B1F           | Boeing 747-400 na višini 10 km     | 17,1           | 5 950                 | 58 400                          |
| turbofan CF6                   | na livelu morja                    | 8 696          | 11 700                | 115 000                         |